# Веприк, Максим Константинович
Максим Константинович Веприк (укр. Максим Костянтинович Веприк; 13 августа 2003, Харьков — 29 декабря 2024, Камышеваха) — украинский военнослужащий, лейтенант, участник российско-украинской войны. Герой Украины (2025, посмертно).

## Биография
Родился 13 августа 2003 года в Харькове. С первых дней полномасштабного российского вторжения в Украину, будучи курсантом, присоединился к силам обороны Украины. Окончил Национальную академию Национальной гвардии Украины. Служил в 3-й бригаде оперативного назначения «Спартан» Национальной гвардии Украины, где занимал должность командира 2-го взвода разведки специального назначения.
Погиб 29 декабря 2024 года в районе поселка Камышеваха Запорожской области во время выполнения боевого задания.

## Награды
- Звание «Герой Украины» с удостоением ордена «Золотая Звезда» (23 мая 2025, посмертно) — за личное мужество и героизм, проявленные в защите государственного суверенитета и территориальной целостности Украины, верность военной присяге[1].